# Mentawi-Zwergohreule
Die Mentawi-Zwergohreule, auch Mentawai-Zwergohreule oder Mentawai-Halsbandeule (Otus mentawi) ist eine Eulenart aus der Gattung der Zwergohreulen. 

## Beschreibung
Die kleine Eule wird etwa 20 Zentimeter lang. Die rote Morphe hat eine dunkel rotbraune Oberseite mit einem deutlichen Schulterband und eine rötlich braune oder kastanienbraune Unterseite mit Grätenmuster und eingebetteten weißen Punkten. Die schwarzbraune Morphe ist weniger rötlich. Die Augen sind braun, manchmal gelb, die Federohren unauffällig. Der Schnabel ist gräulich hornfarben. Die Beine sind voll befiedert, die Zehen grau, die Krallen dunkel hornfarben.
Manchmal wird die Mentawi-Zwergohreule als Unterart der Sunda-Zwergohreule  (Otus lempiji) angesehen, von der sie sich vor allem durch ihren andersartigen Ruf unterscheidet.

## Lebensweise
Sie bewohnt den Tiefland-Regenwald, aber auch Sekundärwälder und erscheint manchmal in der Nähe von Dörfern. Vermutlich lebt sie vorwiegend von Insekten. Ihre Stimme äußert sich in einer Serie von drei oder vier rau bellenden Tönen hau-hau-hau, die im Abstand von einigen Sekunden wiederholt werden.

## Verbreitung
Die Art lebt endemisch auf den Mentawai-Inseln, wo sie stellenweise häufig ist.